# Hrabské
Hrabské es un municipio del distrito de Bardejov en la región de Prešov, Eslovaquia, con una población estimada a final del año 2024 de 664 habitantes.
Se encuentra ubicado en el centro-norte de la región, cerca del río Topľa (cuenca hidrográfica del río Tisza) y de la frontera con Polonia.

## Demografía
| Año        | 1994 | 2004    | 2014     | 2024    |
| ---------- | ---- | ------- | -------- | ------- |
| Población  | 524  | 545     | 608      | 664     |
| Diferencia |      | +4,00 % | +11,55 % | +9,21 % |

| Año        | 2023 | 2024    |
| ---------- | ---- | ------- |
| Población  | 671  | 664     |
| Diferencia |      | −1,04 % |